# Adrapetes
Adrapetes is een geslacht van rechtvleugeligen uit de familie Chorotypidae. De wetenschappelijke naam van dit geslacht is voor het eerst geldig gepubliceerd in 1889 door Karsch.

## Soorten
Het geslacht Adrapetes omvat de volgende soorten:
- Adrapetes karschi Bolívar, 1914
- Adrapetes serraticrus Karsch, 1889